# فيكتور توريس
فيكتور توريس (بالإسبانية: Víctor Torres)‏ هو لاعب اتحاد الرغبي إسباني، ولد في 31 يناير 1967 في إسبانيا.